# Солтілло (Теннессі)
Солтілло (англ. Saltillo) — місто (англ. town) в США, в окрузі Гардін штату Теннессі. Населення — 420 осіб (2020).

## Географія
Солтілло розташоване за координатами 35°22′48″ пн. ш. 88°12′54″ зх. д. / 35.38000° пн. ш. 88.21500° зх. д. (35.379973, -88.215128).  За даними Бюро перепису населення США в 2010 році місто мало площу 2,38 км², уся площа — суходіл. В 2017 році площа становила 7,52 км², уся площа — суходіл.

## Демографія
Згідно з переписом 2010 року, у місті мешкали 303 особи в 140 домогосподарствах у складі 81 родини. Густота населення становила 128 осіб/км².  Було 251 помешкання (106/км²).
Расовий склад населення:
| - 78,2 % — білих - 19,5 % — чорних або афроамериканців - 0,7 % — вихідців з тихоокеанських островів - 1,3 % — осіб інших рас |

До двох чи більше рас належало 0,3 %. Частка іспаномовних становила 2,0 % від усіх жителів.
За віковим діапазоном населення розподілялося таким чином: 17,8 % — особи молодші 18 років, 58,1 % — особи у віці 18—64 років, 24,1 % — особи у віці 65 років та старші. Медіана віку мешканця становила 50,3 року. На 100 осіб жіночої статі у місті припадало 99,3 чоловіків;  на 100 жінок у віці від 18 років та старших — 93,0 чоловіків також старших 18 років.
Середній дохід на одне домашнє господарство  становив 34 587 доларів США (медіана — 27 500), а середній дохід на одну сім'ю — 44 832 долари (медіана — 42 083). Медіана доходів становила 27 328 доларів для чоловіків та 30 000 доларів для жінок. За межею бідності перебувало 16,4 % осіб, у тому числі 20,3 % дітей у віці до 18 років та 22,3 % осіб у віці 65 років та старших.
Цивільне працевлаштоване населення становило 165 осіб. Основні галузі зайнятості: роздрібна торгівля — 26,1 %, виробництво — 21,2 %, освіта, охорона здоров'я та соціальна допомога — 20,0 %.